# Panamaváros
Panamaváros Panama fővárosa és egyben legnépesebb városa is. Itt található a panamai adminisztráció, kereskedelem és gazdaság központja.

## Éghajlat
Panama éghajlata trópusi nedves és száraz éghajlat. A csapadék mértéke 1900 mm évente, az esős évszak májustól decemberig tart, míg a száraz évszak januártól áprilisig. A hőmérséklet állandó egész évben.
| Hónap                                     | Jan. | Feb. | Már. | Ápr. | Máj. | Jún. | Júl. | Aug. | Szep. | Okt. | Nov. | Dec. | Év   |
| ----------------------------------------- | ---- | ---- | ---- | ---- | ---- | ---- | ---- | ---- | ----- | ---- | ---- | ---- | ---- |
| Átlagos max. hőmérséklet (°C)             | 33,4 | 34,2 | 34,8 | 35,4 | 34,5 | 33,8 | 33,9 | 33,9 | 32,9  | 32,6 | 32,9 | 33,3 | 33,8 |
| Átlagos min. hőmérséklet (°C)             | 18,5 | 18,4 | 18,4 | 19,5 | 21,1 | 21,3 | 21,0 | 20,9 | 21,0  | 20,8 | 20,3 | 19,2 | 20,0 |
| Átl. csapadékmennyiség (mm)               | 29   | 10   | 13   | 64   | 225  | 235  | 163  | 219  | 253   | 330  | 252  | 104  | 1897 |
| Havi napsütéses órák száma                | 228  | 245  | 183  | 173  | 108  | 116  | 106  | 118  | 99    | 103  | 139  | 120  | 1738 |
| Forrás: World Meteorological Organization |      |      |      |      |      |      |      |      |       |      |      |      |      |

## Történelem

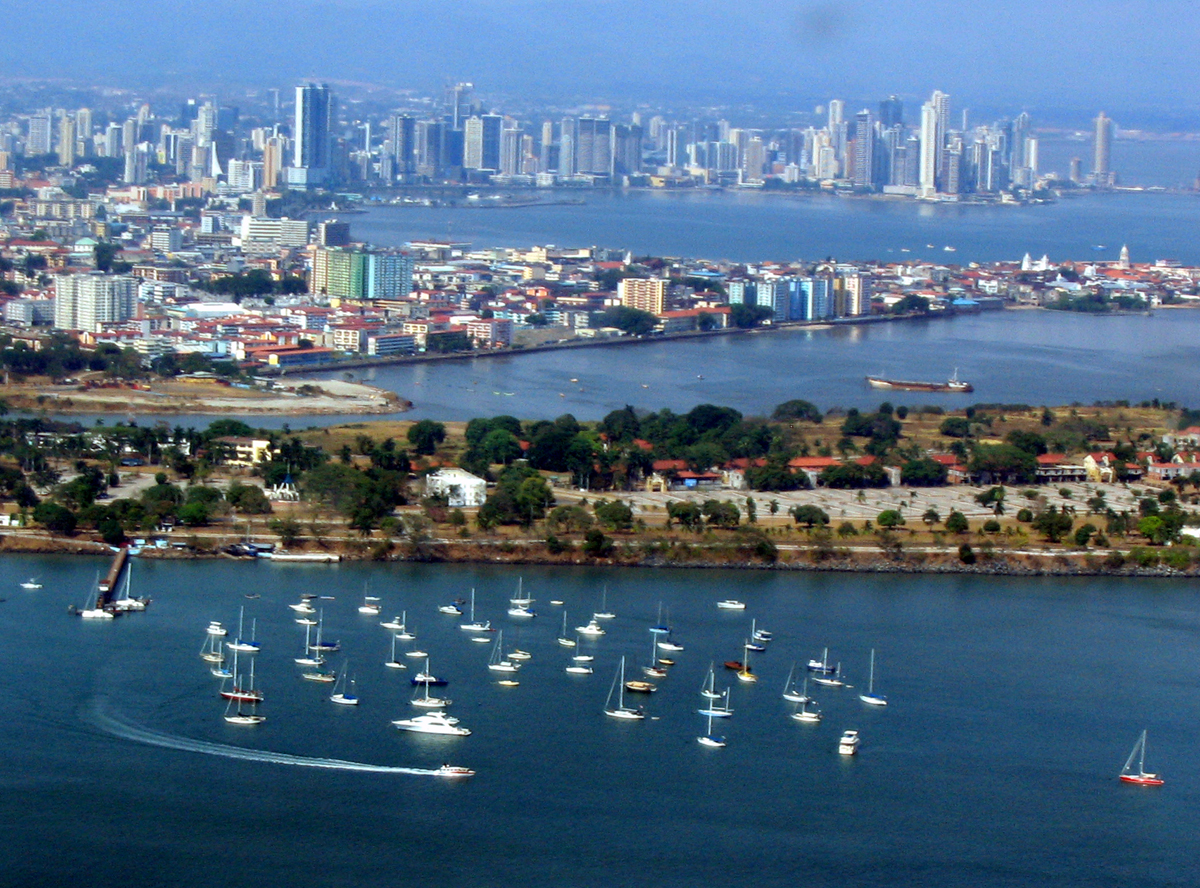
Panamaváros

A várost 1519. augusztus 15-én alapította Pedro Arias de Ávila. A város a Peruba (-ból) irányuló kereskedelem egy tranzitállomása lett. 1671-ben Henry Morgan 1400 emberrel megtámadta és kifosztotta a várost, mely ezután egy tűzvészben teljesen elpusztult. A várost 1673-ban építették újjá az eredeti várostól 5 mérföldre délnyugatra. A 19. század közepén vasutat építettek Panamában, mely fellendítette a gazdaságot. A második világháború idején az amerikai hadsereg korlátozásokat vezetett be a Panama-csatorna-övezetben, ami összetűzéseket eredményezett a helyi lakosok és az amerikaiak között. 1989-ben a város az Egyesült Államok által Panama ellen indított hadművelet központja volt.

## Látnivalók
- Panama-csatorna
- A történelmi belváros (székesegyház)
- Elnöki palota (Palacio de las Garzas)
- Panamá la vieja múzeum
- Állat- és botanikus kert
- Cerro Ancón, magányos domb országzászlóval

## Közlekedés
A város nemzetközi repülőtere, a Tocumen nemzetközi repülőtér a várostól keletre helyezkedik el. Panamavárosban mindenütt színesre festett buszok, a helyi nyelven Diablo rojo-k közlekednek.

## Oktatás
A városban több egyetemet is találhatunk: Panamai Egyetem (UP), Universidad Tecnológica de Panamá (UTP), USMA, Florida State University outlet campus (FSU) és a Universidad Latina.

## Média
A városban jelenik meg a legnagyobb spanyol nyelvű panamai napilap a Mi Diario, a La Prensa, az El Panamá América, a La Estrella de Panamá.

## Közigazgatás

Panamaváros közigazgatási területei

A város a következő adminisztratív területekre (corregimientos) van felosztva:
San Felipe, El Chorrillo, Santa Ana, La Exposición o Calidonia, Curundú, Betania, Bella Vista, Pueblo Nuevo, San Francisco, Parque Lefevre, Río Abajo, Juan Díaz, Pedregal, Ancón, Chilibre, Las Cumbres, Pacora, San Martín, Tocumen, Las Mañanitas és 24 de Diciembre.